# Revista de Partes – Perspectiva
Revista de Partes – Perspectiva é uma revista portuguesa destinada à partilha de opinião sobre um tema exclusivo (por edição) que é sempre comum a todos os cronistas que participam em cada edição da publicação (cada cronista compõe uma "parte" que partilha a sua "perspectiva" sobre o tema apresentado).
Entre os colunistas da revista encontram-se nomes de pessoas de diferentes quadrantes da sociedade portuguesa.